# Pura Luhur Uluwatu

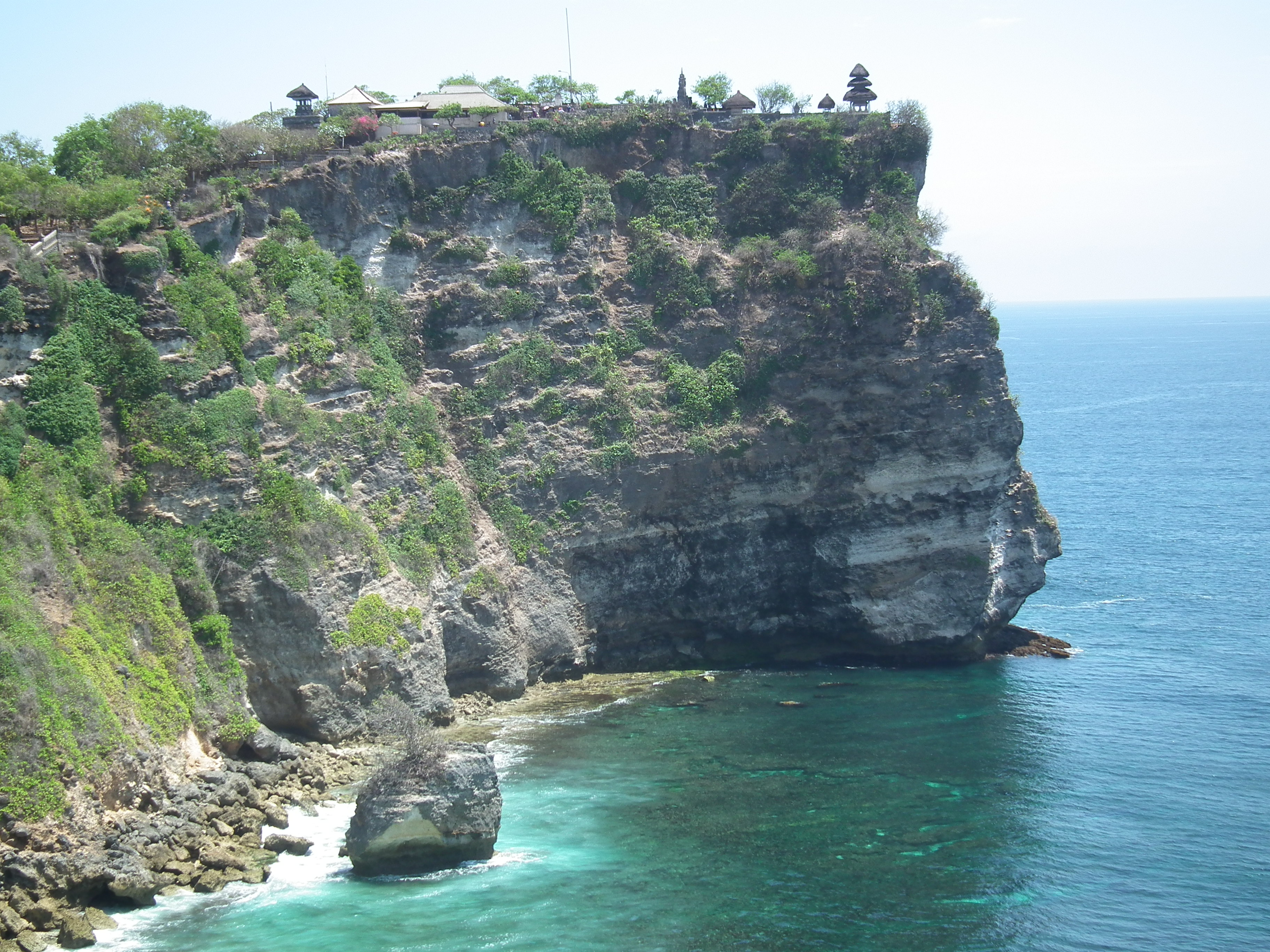
Đền thờ Luhur Uluwatu.

Đền Luhur Uluwatu hoặc Pura Uluwatu là một ngôi đền biển Bali (tiếng Bali: pura segara) nằm ở Uluwatu, huyên Nam Kuta. Nó được coi là Sad Kahyangan, tức là một trong số sáu ngôi đền thờ Bali linh thiêng nhất và được dành riêng để thờ thần Acintya, vị thần tối cao của Ấn Độ giáo ở Indonesia như là Rudra.
Ngôi đền là nơi sinh sống của loài Khỉ đuôi dài, những kẻ nổi tiếng về giật đồ của du khách. Tuy nhiên, nhờ có chúng mà việc kinh doanh mặt hàng trái cây phát triển, mặc dù điều này chỉ giúp khuyến khích việc chúng lấy trái cây hơn.

## Lịch sử và tên nguyên
Ngôi đền (Pura trong tiếng Bali) được xây dựng bên rìa (Ulu) của một vách đá cao 70 mét hoặc đá (watu) hướng ra biển. Trong dân gian, đá này được cho là một phần của nữ thần Dewi Danu hóa thành.
Mặc dù đã có một ngôi đền nhỏ tồn tại trước đó, nhưng cấu trúc đã được mở rộng đáng kể bởi nhà hiền triết Java Empu Kuturan trong thế kỷ thứ 11. Một nhà hiền triết từ Đông Java, Dang Hyang Nirartha được ghi nhận cho việc xây dựng miếu để thiền tọa và người ta nói rằng ngài đã đạt thoát tục tại đây, một sự kiện được gọi là ngeluhur tại địa phương. Điều này đã dẫn đến biệt danh của ngôi đền Luhur.